# Henrik Siöhielm
Henrik Gerdtsson Siöhielm (före adlandet Gerritsen), född i Zeeland, död 18 juni 1668 i Amsterdam, var en holländsk-svensk sjömilitär.

## 1640-talet
Henrik Gerritsen kom till Sverige som amirallöjtnant och chef för en eskader i Maerten Thijssens av Louis De Geer 1643 i Nederländerna värvade hjälpflotta samt deltog som eskaderchef under sjöslaget vid Femern 13 oktober 1644. Utnämnd till svensk viceamiral samma år stannade han kvar i Sverige och tjänstgjorde 1645 i riksamiralen Erik Rynings flotta.

## 1650-talet
Han var 1654–1656 på egen begäran sysselsatt med sjömätningar i Bottniska viken, varvid han tycks ha uppgjort ett sedermera förlorat sjökort över detta område. Han befordrades till amiral 1654, adlades med namnet Siöhielm 1658 och var 1657–1660 (med undantag av ett år) chef för sjöstridskrafterna i Göteborg. På sistnämnda post blev han mera ansedd som skicklig navigatör än som administratör. Han deltog i slaget i Öresund 29 oktober 1658. Som chef för första eskadern kämpade Siöhielm med stor tapperhet mot nederländarna.

## Kaparexpedition i Indiska oceanen 1663–1665
1663–1665 företog Siöhielm på svenska regeringens befallning och i intressentskap med bland annat änkedrottningen och flera rådsherrar med skeppet Danska Falken på en märklig expedition för att uppbringa turkiska sjörövarfartyg "på vitt avlägsne orter". Av företagets vinst skulle hälften tillfalla kronan och hälften intressenterna, sedan fem procent anslagits till kyrkor och hospital. Av vindförhållandena driven till Goa i Främre Indien tvingades Siöhielm, bland annat på grund av konflikter mellan ombordvarande svenskar och holländare, att sälja fartyget och lämna besättningen åt sitt öde, varefter han själv begav sig hem till Nederländerna.
På grund av detta anklagades han för att ha favoriserat holländarna på svenskarnas bekostnad och ålades att inlämna en fullständig relation om resan. Sedan Amiralitetskollegium fått veta, att han vistades sjuk och medellös i Amsterdam, erhöll han 1668 1 500 daler i avräkning på sin innestående lön. Siöhielm avled innan han hunnit avge vare sig relation eller redovisning för resan. En kommissorialrätt sammanträdde 1671 i Stockholm för att undersöka hans sak men utan att något resultat nåddes.